# Cadine
Cadine è una frazione semi-rurale del Comune di Trento che conta 1 496 abitanti.
Assieme a Baselga del Bondone, Candriai, Norge, Sopramonte, Vason e Vigolo Baselga forma la circoscrizione amministrativa numero 3 di Bondone di Trento.

## Geografia fisica
Il paese è situato all'inizio della valle dei Laghi, lungo la strada statale 45 che da Trento conduce al lago di Garda. Il paese si trova a 6 km dal capoluogo di provincia.

### Territorio

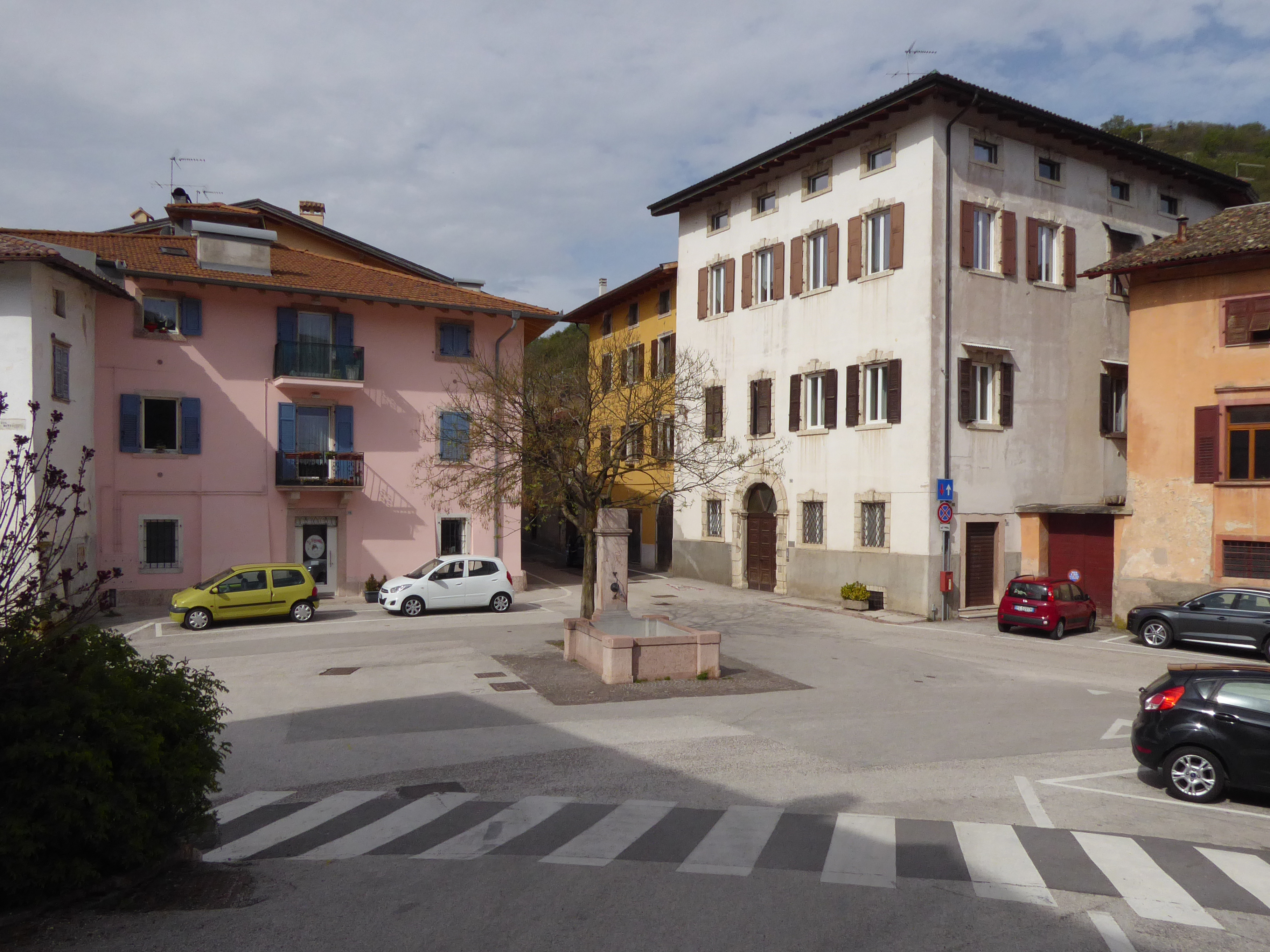
La piazza del paese

#### Geologia, idrografia e flora del territorio
Cadine si trova all'interno della recentemente istituita riserva naturale integrale delle Tre Cime del Monte Bondone. Geologicamente l'area è considerata carsica. I prossimali laghi di Terlago, così come quelli di Lamar, mancano ad esempio di emissari superficiali. L'acqua di questi bacini è collegata invece da corsi d'acqua sotterranei che partono dalle sommità della Paganella e fuoriescono nei laghi di Lamar e Terlago, negli stagni di Zambana e di Vela, per poi confluire nel fiume Adige.
Nei pressi del lago di Terlago in località Lido, si osservano polle d'acqua limpida fuoriuscire dalla terra e confluire al lago. In alcuni periodi dell'anno queste fonti sono sommerse e quindi poco individuabili. Sulle rive di entrambi i laghi di Terlago si osservano le cosiddette lore, cavità che scaricano l'acqua del lago sottoterra.
Dal punto di vista naturalistico anche la flora e la fauna risultano meritevoli di menzione. I piccoli rilievi esposti a sudovest sono particolarmente xerici, non presentando acqua superficiale ed invece carsismi evidenti in rocce affioranti, che impediscono all'acqua di fluire in superficie. Le pendici del monte Bondone esposte a Nord sono invece ricche d'acqua, principalmente sotto forma di piccoli ruscelli e veri e propri torrenti. A pochi chilometri di distanza la piana di Terlago completa il quadro ambientale, poiché ospita due grandi laghi ipertrofici, diversi stagni permanenti, fossi di campagna ed associazioni arboree ancora conservate e tipiche dell'area fondovalliva. Negli ambienti più secchi e caratterizzati da carsismo si rinvengono boschi misti di latifoglie come la roverella, alternati a pinete di pino nero e pino silvestre. Nei boschi più umidi si osserva il faggio e il castagno, nonché l'abete rosso, bianco e il larice. Di importanza primaria è anche la presenza di alcune entità floristiche appartenenti alla famiglia delle Orchidacea.

#### Fauna del territorio
Anche la fauna è abbondante e varia. L'orso bruno è una presenza costante. Nella zona e nei territori limitrofi sono stati osservati diversi individui, sia adulti che giovani. È presente il cervo, il capriolo e il camoscio, così come la lepre, il riccio, lo scoiattolo rosso, il ghiro, la faina, il tasso e la volpe. Risalgono a non molti decenni fa gli ultimi avvistamenti della lince e della lontra, riferiti all'area limitrofa ai laghi di Terlago, ora però ritenute estinte. Nella stessa area negli anni novanta si era stabilita una delle poche popolazioni trentine di nutria. La scomparsa della specie fu però rapida in quanto gli ultimi avvistamenti risalgono a prima del 2000. Di importanza comunitaria la presenza di alcune specie di toporagno del genere Sorex. Non particolarmente indagata la chirotterofauna, sebbene molto abbondante e diversificata. Tra gli uccelli più interessanti si osserva l'aquila reale, il falco pellegrino, il nibbio bruno, la poiana e lo sparviere. Sono probabilmente presenti anche l'astore, il gufo comune e molti altri rapaci, sia diurni che notturni. È presente l'airone cinerino, il merlo acquaiolo, il picchio verde e nero, la ghiandaia e il gallo forcello. Tra i sauri la lucertola muraiola, il ramarro e l'orbettino. Tra i serpenti il biacco nella sua varietà carbonarius, il colubro d'Esculapio, la natrice dal collare e tessellata, la vipera aspide. Probabile la presenza della vipera marasso. Gli ambienti più xerici meriterebbero invece maggiori attenzioni per verificare l'eventuale presenza del raro colubro liscio (Coronella austriaca) e del rarissimo colubro di Riccioli (Coronella girondica). Tra gli Anfibi è facile incontrare la salamandra pezzata e il rospo comune. Lungo il torrente Vela si incontrano la rana verde e dalmatina. Probabile la presenza della rana alpina meno quella della raganella. Negli stagni delle aree limitrofe è facile incontrare i tritoni alpestri e l'ululone dal ventre giallo. Tra i pesci, il torrente Vela ospita la trota di torrente, e, negli habitat adatti, lo scazzone. In queste acque non è difficile incontrare anche il gambero di fiume. Tra gli artropodi, i lepidotteri e i coleotteri sono quelli presenti in maggior numero e varietà. Le aree umide ospitano anche una discreta odonatofauna.

## Storia
Cadine si trova all'interno di una conca, protetta a nord dalle pendici della Paganella e a sud da quelle molto più lievi del monte Bondone.
I resti più antichi che testimoniano la presenza dell'uomo nella zona sin alla preistoria, sono stati scoperti a metà del secolo scorso, nei rilievi prossimi all'abitato, spesso proprio nelle zone sommitali e panoramiche, perché consentivano di avere un migliore e più ampio controllo del territorio. Si tratta, non solo di resti di cocci e selci, ma anche di interi complessi abitativi sorretti da muri di pietra e costituiti da 4-5 unità, ancora oggi ben conservate e visitabili. Si ritiene che i resti di alcuni strumenti in selce trovati nei pressi delle vicine Viote del Monte Bondone, costituiscano i resti più antichi appartenenti all'uomo mai individuati nella zona. Si pensa che queste popolazioni provenissero dalla pianura Padana alla ricerca di nuove aree di pascolo.
Nel III secolo d.C. l'abitato di Cadine, insieme a quello di Vigolo Baselga, contava 150–200 abitanti, mentre nel 700 la popolazione era costituita da sole 70-100 persone. Intorno al 1000 inizia per la zona un periodo di rinascita economica, che permetterà a Cadine di raggiungere, intorno al 1250, il numero di abitanti registrato nel III secolo.
Storicamente l'area è sempre stata favorevole all'insediamento dell'uomo e al commercio, anche grazie alla sua posizione geograficamente strategica. Infatti, il paese è situato in un punto di passaggio obbligatorio per chiunque voglia raggiungere la valle dell'Adige, e quindi l'abitato di Trento, provenendo dalla valle dei Laghi. L'unico altro punto di passaggio per le merci tra le due valli, si trova molto più a sud e congiunge Nago a Mori, passando lunghe le sponde del lago di Loppio.
Da comunità contadina con usi, costumi e tradizioni condivise, Cadine è diventato, nel corso degli anni, un vero e proprio quartiere dormitorio della città di Trento. Dalla fine degli anni novanta, il paese ha subito un forte incremento demografico, anche grazie alla costruzione di numerose nuove abitazioni.
Nel 1926 lo stato amministrativo territoriale subì alcune modifiche con l'aggregazione dell'abitato all'interno del comune di Trento, insieme ai comuni di Cognola, Gardolo, Mattarello, Meano, Povo, Ravina, Romagnano, Sardagna, Villazzano e Sopramonte.

## Monumenti e luoghi d'interesse

### Architetture religiose

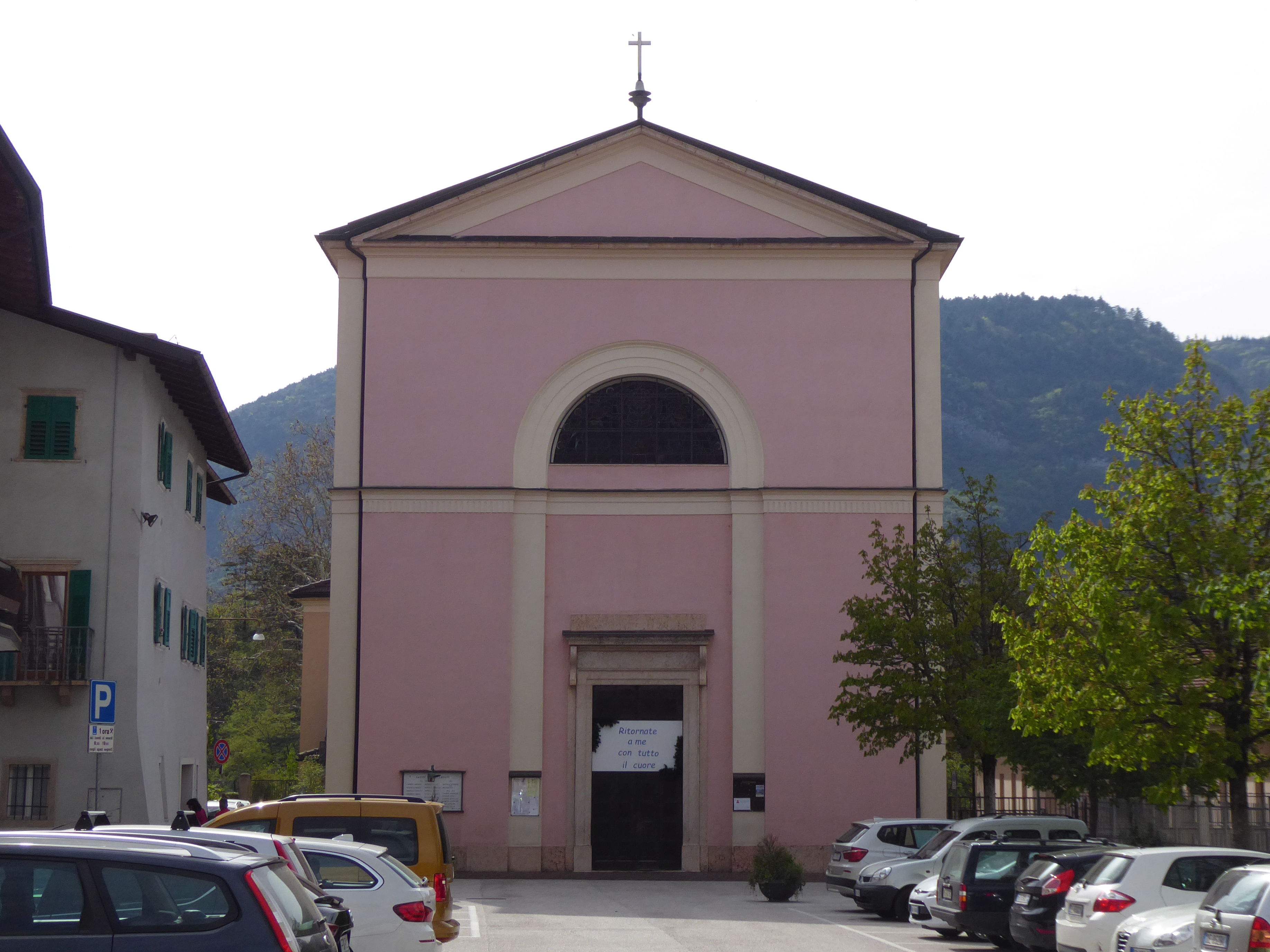
La chiesa dell'Addolorata di Cadine

- Chiesa dell'Addolorata. Eretta attorno alla metà del XIX secolo in sostituzione della preesistente chiesa di Sant'Elena non più adatta alla comunità. Tutti gli abitanti di Cadine dovettero andare a tagliare gli alberi per le travi e le impalcature. La costruzione iniziò nel 1856 e finì nel 1860. Per la prima messa venne da Verona mons. Riccamboni.
- Numerose fontane, ad esempio quella in piazza, quella al Capitello e quella sul Doss;

### Architetture militari

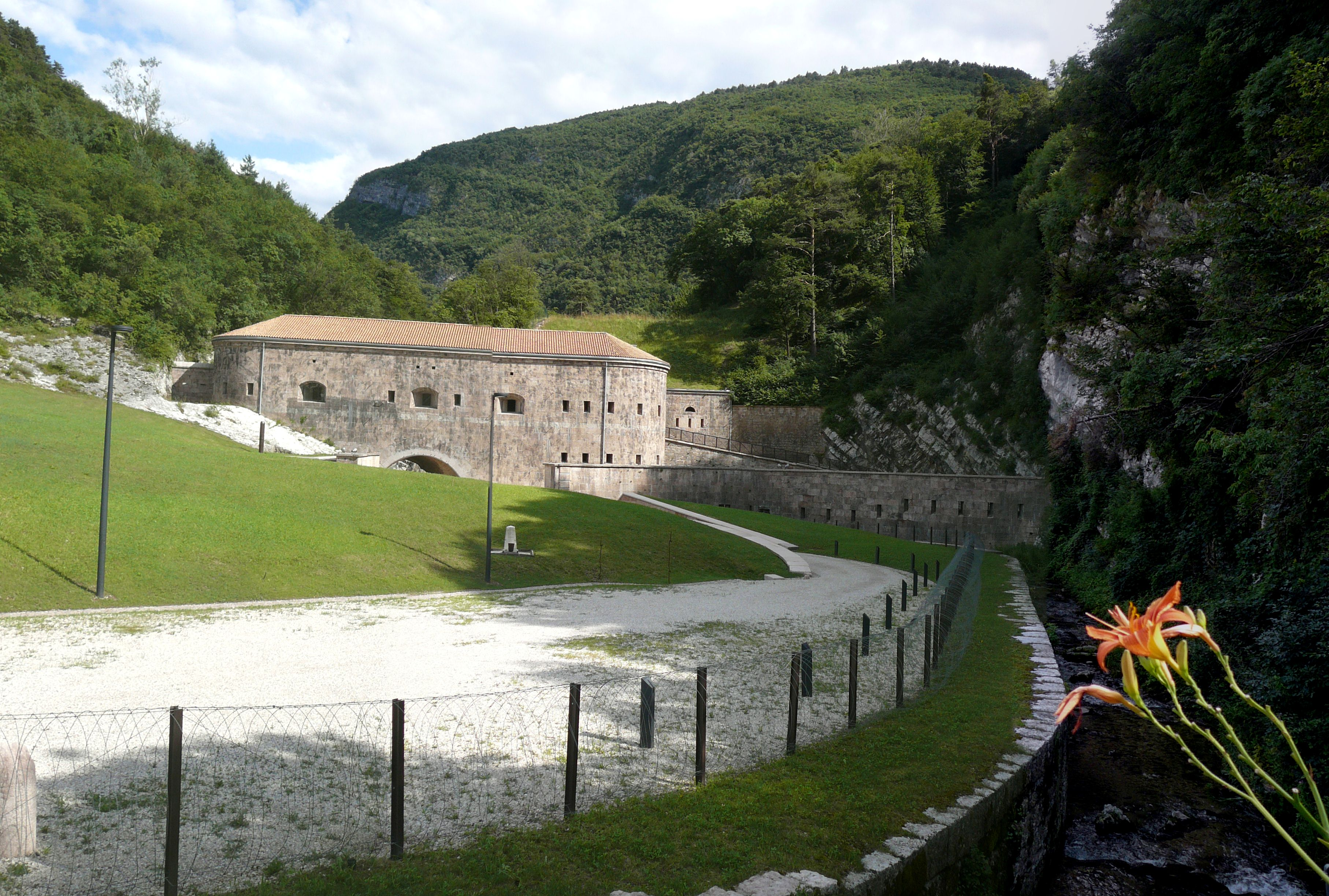
La tagliata stradale Bus de Vela

Partendo da Piazza Dante, con l'autobus urbano, in pochi minuti attraverso la suggestiva forra e la tagliata stradale Bus de Vela, si raggiunge il sobborgo di Cadine. Da questa località si può partire per una passeggiata panoramica attorno al monte Soprasasso.
Il giro inizia in località Fer de Caval (507 m) raggiungibile attraversando la zona artigianale in località Coltura. Si possono osservare interessanti siti storici risalenti al 1914-1915, immediatamente prima dello scoppio della prima guerra mondiale e dell'entrata in guerra dell'Italia, come:
- le 11 postazioni per i fucilieri,
- le grotte ricovero dei soldati,
- l'antica strada militare

Il panorama è incredibilmente ampio e si apre sulla valle dell'Adige e gran parte delle montagne trentine.
I punti panoramici sono:
- Dos del Brigante
- Pontesel